# Nybyen
Nybyen (pol. Nowe Miasto) – miejscowość położona na południowych peryferiach stolicy Svalbardu, Longyearbyen.

## Historia
Miejscowość została założona w latach 1946 - 1947 dla pracowników "kopalni 2B" (później nazwanej Julenissegruva, "Kopalnia Świętego Mikołaja"), jednej z licznych kopalni węgla. Podczas drugiej połowy XX wieku Nowe Miasto było znaczną częścią Longyearbyen, początkowo z tylko jednym sklepem. Działalność handlowa na przestrzeni ostatnich lat rozwinęła się znacznie i odzwierciedla współczesną mieszaną gospodarkę Svalbardu składającą się z turystyki, badań naukowych oraz przemysłu wydobywczego.